# الأهوار الوسطى
هور عودة وهي مجموعة أهوار في العراق محصورة بين ميسان[ ؟ ] وذي قار[ ؟ ] والبصرة وتبلغ مساحتها  حوالي 8000 كم2 وقد جففت تماما في عهد الرئيس السابق للعراق صدام حسين وتقع ضمن القاطع الجغرافي لقضاء المجر وناحية العدل وناحية الخير في ميسان[ ؟ ] عند تجفيف هذه الأهوار تم إنشاء نهر العز حيث تصب فيه الأنهار التي كانت تغذي مناطق الأهوار البتيرة العريض المجر الكبير ومولت معظم أراضي هذه الأهوار إلى مشاريع شبه مستصلحة بلغت مساحتها بحدود 450 ألف دونم وكانت هذه الأهوار تضم مناطق الجدي الصحين الصيكل حاليا عادت المياه وبمناسيب منخفضة إلى بعض الأطراف الجنوبية من هذه المناطق بفعل سيح المياه من جهة ذي قار.